# Wateswinangun
Wateswinangun is een bestuurslaag in het regentschap Lamongan van de provincie Oost-Java, Indonesië. Wateswinangun telt 3127 inwoners (volkstelling 2010).